# Šášovské Podhradie
Šášovské Podhradie je městská část města Žiaru nad Hronom, 5 km jihovýchodně od jeho centra.

## Poloha
Leží na severním okraji Štiavnických vrchů, na levém břehu Hronu, při jeho soutoku s Istebným potokem, v nadmořské výšce 270 m n. m. Do katastrálního území bývalé samostatné obce patří i osady Bukovinka a Srnosiete.

## Dějiny
Obec je prvně zmíněna v roce 1363. V minulosti se zde zpracovávala dubová kůra pro koželužny z Liptova. Nad obcí se vypíná Šášovský hrad. Prvně je připomínán roku 1253, od roku 1330 královský hrad, který sloužil jako ochranné stanoviště na křižovatce obchodních cest. V roce 1667 byl zpustošen vojsky a od 18. století chátrá. Šášovské Podhradie je od roku 1971 součástí města Žiar nad Hronom, z něhož sem jezdí linka číslo 4 místní MHD.

## Přístup
Obec je snadno dostupná ze silnice I/65, která se v blízkosti obce křižuje se silnicí I/50. Je křižovatkou turistických cest do Podhorie, Ladomerské Viesky a do Hronské Breznice.